# MOS Burger
MOS Food Services, Inc. (яп. 株式会社モスフードサービス), осуществляющая деятельность под названием MOS Burger (яп. モスバーガー) (MOS означает англ. Mountain Ocean Sun, в переводе с англ. — «Горы Океан Солнце»), является международной сетью ресторанов быстрого питания из Японии. Её штаб-квартира находится в Осаки, Синагава, Токио.
Компания является второй по величине франшизой быстрого питания в Японии после McDonald’s и владеет многочисленными зарубежными точками продаж в Восточной Азии, Юго-Восточной Азии и Океании, включая Китай, Тайвань, Гонконг, Южную Корею, Сингапур, Таиланд, Индонезию, Филиппины и Австралию. Это также название стандартного гамбургера, предлагаемого рестораном, который был его первым продуктом при открытии в 1972 году.
По состоянию на 31 июля 2023 года компания, акции которой торгуются на бирже, управляет 1 776 ресторанами MOS Burger и несколькими магазинами AEN, Chef’s V и Green Grill. Один из слоганов, используемых в магазинах компании, — «Японский изысканный бургер и кофе».

## Продукция

### Рисовый бургер MOS

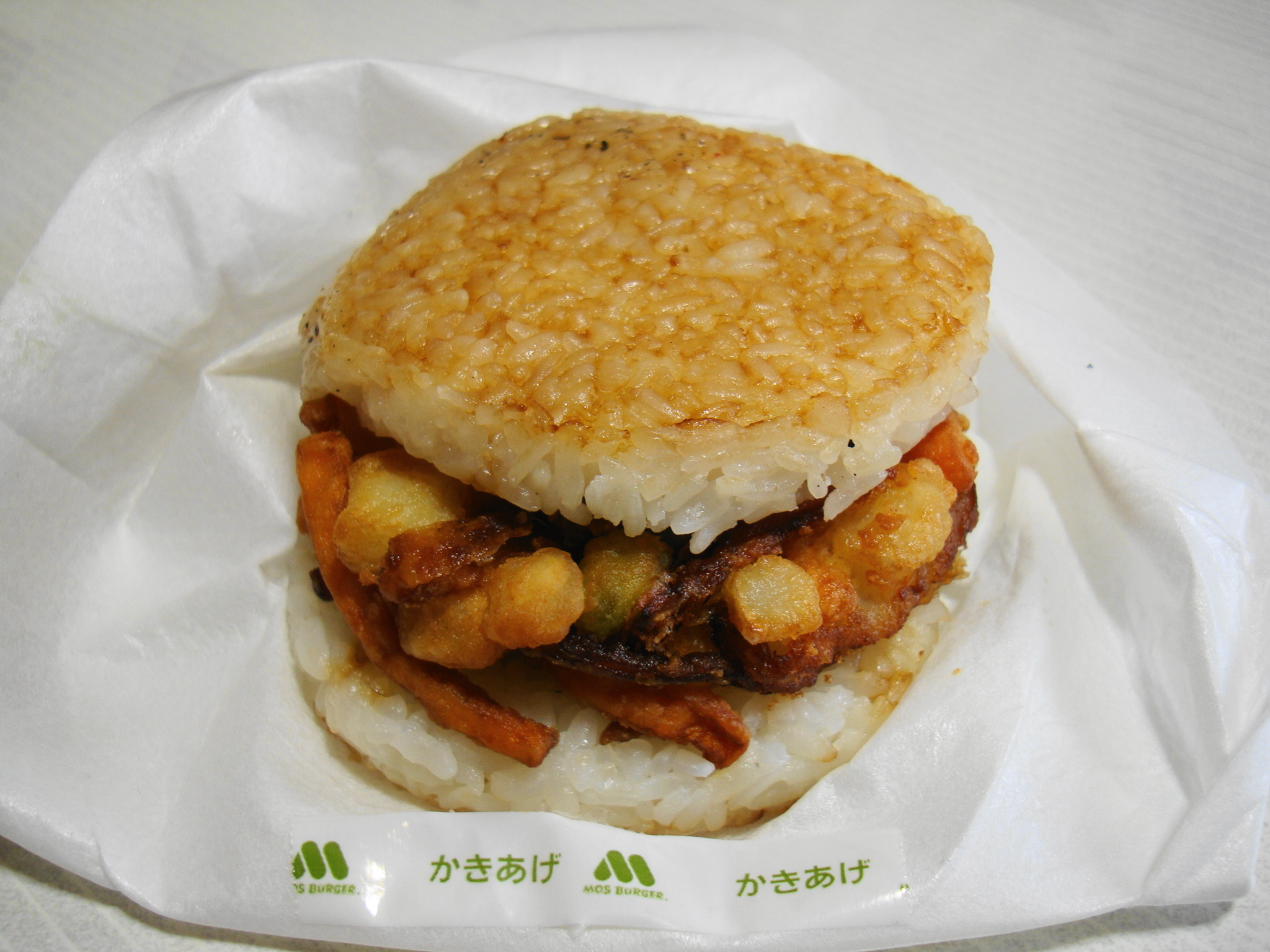
Рисовый бургер из MOS Burger

В рисовом бургере MOS используется булочка из риса, смешанного с ячменем и просом. Впервые рис был использован в качестве булочки в 1987 году, когда в ресторане подавали Tsukune Rice Burger с начинкой из измельченной курицы и дайкона, приправленной соевым соусом.
Позднее рисовый бургер MOS был скопирован тайваньским подразделением McDonald’s, где рисовые булочки обжаривались на сковороде. Тем не менее, оригинальный рисовый бургер остаётся фирменным блюдом MOS Burger на внутреннем рынке Японии и в ряде зарубежных стран.